# Maratón Santa Fe-Coronda
La Maratón Acuática Santa Fe-Coronda es una competencia de natación en aguas abiertas argentina correspondiente al circuito World Aquatics. Conocida popularmente como La más linda del mundo, une las ciudades de Santa Fe y Coronda en una distancia aproximada de 57 kilómetros.

## Historia
La maratón acuática "Río Coronda" tuvo su primera edición el 22 de enero de 1961; la misma nació como consecuencia de los resultados que en otros países obtenían nadadores argentinos, lo que impulsaba la realización de eventos de estas características en Argentina. Aprovechando la realización de la "Miramar - Mar del Plata", maratón que convocaba a los mejores exponentes del mundo de esta disciplina, los nadadores Dermidio Cabral López y Carlos Larriera, junto a un grupo de jóvenes corondinos, le dieron forma a la "Maratón Fluvial del Litoral Argentino", nombre que recibió esta prueba en su primera edición.
En su historia de más de 50 años, no todos los veranos santafesinos tuvieron la oportunidad de tener esta gran fiesta del deporte, ya que hubo intervalos producidos por dificultades de índole políticas, económicas y naturales. Hasta el momento se llevan disputadas 37 ediciones.
La maratón puede dividirse en décadas para hacer un breve relato de su historia: los años '60 fueron testigos del crecimiento de la Coronda; la misma tuvo un interesante grado de aceptación en los medios de comunicación, la gente y especialmente los mejores nadadores del mundo. La década de los '70 comenzó a mostrar inestabilidades producto de la realidad político-económica que atravesó el país, de ese modo se hizo difícil convocar a los mejores nadadores del momento. Los '80 empezaron en silencio: la maratón afrontó el paréntesis más largo de inactividad entre 1980 y 1986, aunque pareció justificarse cuando en 1987 las aguas del río comenzaron a moverse nuevamente y, a partir de ese momento, no habría más interrupciones por un largo período. De los '90 se puede decir que con el correr de las ediciones esta maratón a fuerza de sangre joven, no solo en el agua sino en la organización, vivió tremendas tardes de emociones que la convirtieron en la prueba más importante y popular en el mundo de las aguas abiertas.
En la actualidad, la "Santa Fe-Coronda" ocupa un lugar de privilegio dentro del calendario mundial de maratones, especialmente en el grand prix organizado y fiscalizado por la entidad rectora de este deporte a nivel mundial, World Aquatics. 
La prueba sobresale del resto por una serie de características únicas:
- Este evento recibe a los mejores nadadores. El primer domingo de febrero de cada año Santa Fe convoca a los mejores exponentes de la especialidad; los primeros nadadores del ranking mundial pasean su talento por las aguas del Coronda.

- Este evento tiene una convocatoria incomparable. Uno de los elementos más importantes que diferencian a esta carrera del resto es la concurrencia de público con inolvidables ediciones donde se congregaron más de 100 mil espectadores. Con más de 50 años de historia, definitivamente ha sido adoptada como la fiesta popular típica de grandes ciudades.

- El apoyo e interés de los medios de comunicación. Canales de aire, sistemas de cable, radios de amplitud y frecuencia modulada, diarios y revistas de la región y el país realizan una cobertura importante de la maratón; la misma que ha permitido hacerla conocer en el mundo del deporte. Hoy también se suma a la difusión de esta prueba la transmisión hacia todo el mundo a través de Internet.

La alegría y la nostalgia se conjugan al momento de recordar los grandes momentos que nos regaló esta competencia. Gracias a la labor de muchas personas nuestra carrera se ha consolidado institucionalmente como el evento más importante que tiene la Provincia de Santa Fe y uno de los espectáculos deportivos más sobresalientes de Argentina. Nuestro desafío es seguir manteniendo este camino para que Santa Fe y Argentina tengan a través de la "Santa Fe-Coronda" el respeto y consideración que se ha ganado hasta el día de hoy en la natación mundial.

## Ganadores

### Caballeros
| Año  | Edición | Ganador                            | País                   |
| ---- | ------- | ---------------------------------- | ---------------------- |
| 1961 | I       | Carlos Larriera                    | Argentina              |
| 1962 | II      | Carlos Larriera                    | Argentina              |
| 1963 | III     | Herman Willemse                    | Holanda                |
| 1964 | IV      | Abdellatief Abouheif               | Egipto                 |
| 1965 | V       | Horacio Iglesias                   | Argentina              |
| 1966 | VI      | Giulio Travaglio                   | Italia                 |
| 1967 | VII     | Horacio Iglesias                   | Argentina              |
| 1970 | VIII    | Horacio Iglesias                   | Argentina              |
| 1974 | IX      | Claudio Plit                       | Argentina              |
| 1975 | X       | Claudio Plit                       | Argentina              |
| 1976 | XI      | Claudio Plit                       | Argentina              |
| 1977 | XII     | Claudio Plit                       | Argentina              |
| 1978 | XIII    | John Kinsella                      | Estados Unidos         |
| 1979 | XIV     | Bill Heiss                         | Estados Unidos         |
| 1987 | XV      | James Kegley                       | Estados Unidos         |
| 1988 | XVI     | Diego Degano                       | Argentina              |
| 1990 | XVII    | Diego Degano                       | Argentina              |
| 1991 | XVIII   | Fernando Fleitas                   | Argentina              |
| 1992 | XIX     | Diego Degano                       | Argentina              |
| 1993 | XX      | Christof Wandratsch / Diego Degano | Alemania / Argentina   |
| 1994 | XXI     | Gregory Streppel                   | Canadá                 |
| 1995 | XXII    | Gregory Streppel                   | Canadá                 |
| 1996 | XXIII   | Stéphane Lecat / Gabriel Chaillou  | Francia / Argentina    |
| 1997 | XXIV    | Stéphane Lecat                     | Francia                |
| 1998 | XXV     | David Meca Medina                  | España                 |
| 1999 | XXVI    | Stéphane Lecat                     | Francia                |
| 2000 | XXVII   | Stéphane Lecat                     | Francia                |
| 2001 | XXVIII  | David Meca Medina                  | España                 |
| 2002 | XXIX    | Gabriel Chaillou                   | Argentina              |
| 2003 | XXX     | Rafael Pérez                       | Argentina              |
| 2004 | XXXI    | Stéphane Gomez                     | Francia                |
| 2005 | XXXII   | Stéphane Gomez                     | Francia                |
| 2006 | XXXIII  | Petar Stoychev                     | Bulgaria               |
| 2007 | XXXIV   | Petar Stoychev                     | Bulgaria               |
| 2008 | XXXV    | Petar Stoychev                     | Bulgaria               |
| 2009 | XXXVI   | Petar Stoychev                     | Bulgaria               |
| 2010 | XXXVII  | Petar Stoychev                     | Bulgaria               |
| 2011 | XXXVIII | Petar Stoychev                     | Bulgaria               |
| 2012 | XXXIX   | Joanes Hedel                       | Francia                |
| 2013 | XL      | Simone Ercoli                      | Italia                 |
| 2014 | XLI     | Simone Ercoli                      | Italia                 |
| 2015 | XLII    | Suspendida                         | Condiciones climáticas |
| 2017 | XLIII   | Damian Blaum                       | Argentina              |
| 2018 | XLIV    | Guillermo Bértola                  | Argentina              |
| 2019 | XLV     | Francesco Ghettini                 | Italia                 |
| 2022 | XLVI    | Matías Díaz Hernández              | Argentina              |
| 2025 | XLVII   | Alessio Occhipinti                 | Italia                 |

| Año  | Edición | Ganadora             | General | País            |
| ---- | ------- | -------------------- | ------- | --------------- |
| 1962 | II      | Greta Andersen       | 2°      | Estados Unidos  |
| 1974 | II      | Diana Nyad           | 7°      | Países Bajos    |
| 1976 | XI      | Mabel Garrido        | 11°     | Argentina       |
| 1977 | XII     | Mabel Garrido        | 15°     | Argentina       |
| 1978 | XIII    | Jenny Anderson       | 9°      | Australia       |
| 1979 | XIV     | Tina Bischof         | 11°     | Estados Unidos  |
| 1979 | XIV     | Tina Bischof         | 11°     | Estados Unidos  |
| 1987 | XV      | Irene Van Der Laan   | 6°      | Países Bajos    |
| 1988 | XVI     | Irene Van Der Laan   | 7°      | Países Bajos    |
| 1990 | XVII    | Silvia Dalotto       | 12°     | Argentina       |
| 1991 | XVIII   | Shelley Taylor-Smith | 4°      | Australia       |
| 1992 | XIX     | Shelley Taylor-Smith | 9°      | Australia       |
| 1993 | XX      | Shelley Taylor-Smith | 10°     | Australia       |
| 1994 | XXI     | Anne Chagnaud        | 7°      | Francia         |
| 1995 | XXII    | Anne Chagnaud        | 4°      | Francia         |
| 1996 | XXIII   | Rita Kovács          | 9°      | Hungría         |
| 1997 | XXIV    | Rita Kovács          | 10°     | Hungría         |
| 1998 | XXV     | Peggy Busche         | 8°      | Alemania        |
| 1999 | XXVI    | Peggy Busche         | 11°     | Alemania        |
| 2000 | XXVII   | Angela Maurer        | 8°      | Alemania        |
| 2001 | XXVIII  | Edith van Dijk       | 10°     | Países Bajos    |
| 2002 | XXIX    | Edith van Dijk       | 5°      | Países Bajos    |
| 2003 | XXX     | Edith van Dijk       | 4°      | Países Bajos    |
| 2004 | XXXI    | Britta Kamrau        | 6°      | Alemania        |
| 2005 | XXXII   | Edith van Dijk       | 4°      | Países Bajos    |
| 2006 | XXXIII  | Britta Kamrau        | 12°     | Alemania        |
| 2007 | XXXIV   | Esther Núñez Morera  | 7°      | España          |
| 2008 | XXXV    | Natalia Pánkina      | 5°      | Rusia           |
| 2009 | XXXVI   | Linsy Heister        | 6°      | Países Bajos    |
| 2010 | XXXVII  | Esther Núñez Morera  | 15°     | España          |
| 2011 | XXXVIII | Cecilia Biagioli     | 7°      | Argentina       |
| 2012 | XXXVII  | Anna Uvarova         | 11°     | Rusia           |
| 2013 | XL      | Olga Kozydub         | 10°     | Rusia           |
| 2014 | XLI     | Silvie Rybářová      | 8°      | República Checa |
| 2015 | XLII    | Suspendida           |         |                 |
| 2017 | XLIII   | Barbara Pozzobon     | 6°      | Italia          |
| 2018 | XLIV    | Cecilia Biagioli     | 2°      | Argentina       |
| 2019 | XLV     | Barbara Pozzobon     | 6°      | Italia          |
| 2022 | XLVI    | Érika Yenssen        | 8°      | Argentina       |
| 2025 | XLVII   | Mayte Puca           | 6°      | Argentina       |

- Datos: Q3460127